# Давиденко Олександр Олександрович
Давиденко Олександр Олександрович (1 (13) квітня 1899, Одеса — 1 травня 1934, Москва) — радянський композитор, засновник композиторського товариства «ПРОКОЛЛ» (рос. Производственный коллектив).

## Біографічні відомості
Народився в родині телеграфіста, в 8 років залишився круглим сиротою, вітчим віддав хлопчика в духовну семінарію, звідки майбутній композитор втік (співав у хорі, був керівником). Так Олександр Давиденко почав самостійне життя. Безпритульне дитинство навчило багато чого, але навряд чи сприяло отриманню класичної освіти. До того ж початок Радянської влади характеризувався повним запереченням класичної освіти — воно вважалося застарілим і буржуазним, нова влада збиралася починати світову історію заново, а все інше передбачалося викинути на «смітник історії». Це було дуже зручно для студентів, які залишали стіни навчальних закладів без всякого обтяження гуманітарними знаннями.
- 1918—1919 — в Одеській консерваторії, навчався в класі композитора Вітольда Малішевського.
- 1919—1921 — служив у Червоній армії, потім працював санітаром на залізниці.
- 1921 — в Харківському музичному інституті.
- 1922—1929 — в Московській консерваторії, педагог Р. Глієр.
- 1922—1924 — одночасно в Хоровій академії, педагог Олександр Кастальский.

Починаючи з 1924 року Саня Давиденко керував хоровими гуртками в робочих клубах.

У 1925 році він організував Виробничий колектив студентів-композиторів Московської консерваторії, яким керував в 1925—1929 рр. Членами були майбутні пролетарські композитори Б. Шехтер, В. Бєлий, М. Коваль, В. Фере, М. Чемберджі, А. Хачатурян, Д. Кабалевський, І. Дзержинський та ін.
У 1929 році діяльність «Проколл» була закінчена в зв'язку з отриманням Давиденко вищої музичної освіти.
- 1929—1932 — аспірант Московської консерваторії
- 1929—1932 — член Російської асоціації пролетарських музикантів (РАПМ), редактор журналу «За пролетарську музику».

Багато часу віддавав музично-просвітницькій роботі — їздив по країні, організовуючи в цей голодний час хорові гуртки, для яких написав чимало пісень.

## Пісні Давиденка
Його пісні користувалися успіхом, виконувалися в естрадних концертах, постійно звучали по радіо. Тематика його музичних творів завжди революційна, бравурна. Давиденко виявився чи не найбільш популярним естрадним композитором часу, дуже багато зробивши для становлення радянської масової хорової пісні.
У 1925 році він написав музику до уривку з вірша М. М. Асєєва «Кінна Будьонного», пісня була відразу добре прийнята і оцінена на всіх рівнях і багато виконувалася.
Піонерська пісня «Маленький барабанщик» («Ми йшли під гуркіт канонади …») увійшла в репертуар дитячих хорів і широко виконувалася до самого кінця радянської влади і піонерського руху. Це було аранжування німецької революційної пісні про юного сурмача німецького Союзу Червоних Фронтовиків Фріца Вайнеке (нім .: Der kleine Trompeter, маленький трубач), вбитого поліцейським. Музику і слова написав німецький композитор В. Валльрот. На російську мову текст переклав М. Свєтлов в 1930 р, а обробку музики зробив Олександр Давиденко. У такому вигляді пісня здобула величезну популярність в СРСР і постійно звучала в піонерських радіопередачах і дитячих концертах.
Пісня Олександра Давиденка «Нас побити, побити хотіли» стала одним з найбільш модних хітів на початку 1930-х і спровокувала безліч пародій.